# Paciano
Paciano est une commune italienne de moins de 1 000 habitants située dans la province de Pérouse dans la région Ombrie en Italie centrale.
Le village a obtenu le label des plus beaux bourgs d'Italie (I borghi più belli d'Italia).

## Histoire
Paciano doit son nom (Pacciano jusqu'au XVIIe siècle) à la famille dei Pacci, originaire de Cortone. La cité médiévale se dresse sur le Mont Petrarvella (391 m) où, dans l'Antiquité, se trouvait un temple consacré au dieu Janus. On y accède par trois portes : Fiorentina (de Florence), Perugina (de Pérouse) et Rastrella.

## Monuments et patrimoine

### Intra muros
- le palais communal (XIIIe siècle)
- les deux portes Rastrella et Fiorentina (XIIIe siècle)
- la Torre d'Orlando
- l'église San Giuseppe avec une Madonna della Misericordia, peinte à la fin du XVe siècle par Fiorenzo di Lorenzo
- la Confrérie du Saint-Sacrement avec deux tableaux du XVe siècle et une fresque de Francesco di Castel della Pieve, considéré comme le maître du Pérugin
- l'église San Carlo Borromeo avec un portail et un Christ en bois du XVIIe siècle
- l'église Santa Maria
- Dans l'ancien siège de la Confrérie du Saint-Sacrement se trouve la collection Saint Joseph avec des objets d'art depuis les étrusques jusqu'au début du XVIIe siècle
  - la Crucifixion de Francesco Nicolò de Città della Pieve (1452)
  - des restes de fresques du XIVe siècle
  - plusieurs coffrets à relique en argent et en or du XVIe siècle
  - des huiliers du XVe siècle
  - quatre statues de la Vierge du XVIIIe siècle
  - des toiles du peintre Castelletti (Paciano, 1790)

### Extra muros
- la Madonna della Stella avec les fresques du peintre de Pérouse Scilla Pecennini (XVIe siècle).
- l'église de San Salvatore en Ceraseto, avec une fresque de Giovanni Battista Caporali.
- le domaine naturel du Mont Pausillo

## Fêtes et traditions
- La Fête de l'Huile se déroule pendant la première décade de décembre.

## Administration
| Période                                  | Période  | Identité       | Étiquette | Qualité |
| ---------------------------------------- | -------- | -------------- | --------- | ------- |
| 13 juin 2004                             | En cours | Franco Fratoni |           |         |
| Les données manquantes sont à compléter. |          |                |           |         |

### Communes limitrophes
Castiglione del Lago, Città della Pieve, Panicale, Piegaro

## Personnalités liées à Paciano
- David McTaggart (mort à Paciano en 2001), environnementaliste canadien, ayant joué un rôle important au sein de l'association Greenpeace

## Jumelages
- Fontaines (France) depuis 1996
- Mosman (Australie)